# Euphorbia ophthalmica
Euphorbia ophthalmica är en törelväxtart som beskrevs av Christiaan Hendrik Persoon. Euphorbia ophthalmica ingår i släktet törlar, och familjen törelväxter. Inga underarter finns listade i Catalogue of Life.